# Ребёнок из стекла
«Ребёнок из стекла» (англ. Child of Glass) — американский фэнтезийный фильм режиссёра Джона Эрмана и продюсеров Рона Миллера, Йена Уильямса и Тома Лича. Сценарий картины авторства Джима Лоуренса основан на книге Ричарда Пека «Призрак, который принадлежал мне» (1975). Оператор — Уильям Кронджагер. Монтажёр  — Ллойд Л. Ричардсон. Автор музыки к фильму — Джордж Данинг. В главных ролях — Барбара Бэрри, Бифф Макгуайр, Энтони Зерб, Нина Фох. Премьера картины состоялась 14 мая 1978 года .

## Сюжет
Мальчик Александр Армсворт, вместе с семьёй, переезжает в старинный особняк на бывшей плантации в штате Луизиана. Мать и сестра Александра собираются вернуть дому былое великолепие, а мальчика тревожат таинственные огни, которые он видит вокруг поместья. Александр знакомится с новой соседкой, Блоссом Калп, суеверной девочкой, воспитанием которой занимается её тетя, увлекающаяся спиритизмом. Несмотря на странное и иногда раздражающее поведение девочки, они становятся друзьями.
Однажды ночью мальчик снова видит таинственные огни и следует за ними в старый сарай, где обнаруживает призраки молодой креолки Инес Дюмейн и её собаки. Дядей Инес был известный пират Жак Дюмен, бывший владелец плантации. При жизни Инес отказалась показать дяде место, где спрятаны драгоценности семьи Дюмейн. За это Жак убил племянницу и её собаку, сбросив их в колодец в сарае. Пират проклял призрак Инес, из-за чего душа её не может обрести покоя. Чтобы освободиться от проклятия, Инес должна разгадать загадку и просит Александра помочь ей, одновременно предупреждая мальчика, что, если загадка не будет разгадана до Кануна дня всех святых, она навсегда окажется привязанной к этому месту и будет вынуждена воспроизводить своё убийство каждую ночь. Призрак делится загадкой с мальчиком: «Спит крепким сном убитая девица. Напрасен плач стеклянного дитя. Позволив двум опять объединиться, дух успокоится, свободу обретя».
Александр предполагает, что Инес, должно быть, и есть «убитая девица». Он поручает Блоссом и её бабушке найти «стеклянное дитя». В хрустальном шаре Блоссом Александр видит Инес живой рядом с матерью, которая берёт с дочери слово, что та будет присматривать за фарфоровой куклой Бабеттой. Очнувшись от видения, Александр понимает, что кукла Бабетта, должно быть и есть «стеклянное дитя».
Тем временем, миссис Армсворт увольняет нерадивого мастера Эмори Тиммонса, который в отместку сжигает хозяйский сарай. Александр становится свидетелем поджога. Тиммонс решает убить подростка. Спасаясь от поджигателя, мальчик забегает в горящий сарай и падает в старый колодец. Разбуженные пожаром, Армсворты обнаруживают, что Александр пропал, а Тиммонс сбежал. Пока полиция ищет обоих, собака Инес приводит Блоссом к колодцу, где та видит мальчика лежащим без сознания на выступе. Блоссом спускается в колодец и обвязывает веревкой Александра. При этом на том же выступе она обнаруживает куклу Бабетту. И Александра, и куклу благополучно вытаскивают из колодца.
Александр и Блоссом находят семейную могилу Инес и кладут на неё куклу, освободив призрак креолки от проклятия. Тиммонс, который проследил за подростками до могилы, собирается убить обоих. Внезапно проявляется Инес в виде ужасающего воющего призрака и обращает преступника в бегство. Она благодарит Александра и Блоссом за помощь перед тем, как отправиться на покой. При вознесении призрака, кукла Бабетта поднимается с могилы и бьётся оземь. Оказывается, что голова фарфоровой статуэтки была наполнена бриллиантами — драгоценностями семьи Дюмейн, которые Инес поклялась защищать. Она передаёт их Александру, чтобы его семья смогла на них восстановить её прежний дом.

## В ролях
| Актёр             | Роль               |
| ----------------- | ------------------ |
| Барбара Бэрри     | Эмили Армсворт     |
| Бифф Макгуайр     | Джо Армсворт       |
| Энтони Зерб       | Эмори Тиммонс      |
| Нина Фох          | Лавиния Калп       |
| Кэти Курцман      | Блоссом Калп       |
| Стив Шоу          | Александр Армсворт |
| Оливия Бараш      | Инес Дюмейн        |
| Денайс Никерсон   | Конни Сью Армсворт |
| Джек Рэйдер       | шериф Манси        |
| Ирэн Тедроу       | мисс Мерривезер    |
| Лилиан Шовен      | мадам Дюмен        |
| Дэвид Хёрст       | Жак Дюмен          |
| Сью Энн Гилфиллан | Луди Калхун        |

## Производство
Съёмки картины проходили  в августе 1977 года в городе Данвилл, в штате Кентукки и городе Новый Орлеан в штате Луизиана. В сцене, где показан горящий сарай, постановщики подожгли настоящий сарай, купленный у местного жителя.
Сцены на кладбище были сняты на кладбище Бельвью в Данвилле, однако подходящей могилы для финальной сцены здесь не нашли, поэтому построили бутафорное надгробье, которое со временем превратилось в популярную туристическую достопримечательность.
Студия выпустила фильм на видеокассете VHS в начале 1987 года. 5 декабря 2011 года появилась версия фильма на DVD по запросу как часть общей линейки DVD Disney Generations Collection.